# Reino Helismaa

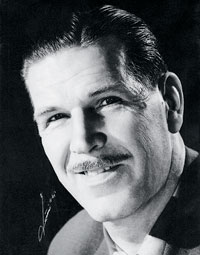
Reino Helismaa

Reino Helismaa (12 de julio de 1913 – 21 de enero de 1965) fue un letrista, compositor, cantante, presentador, guionista y actor cinematográfico finlandés, conocido sobre todo por su colaboración con Toivo Kärki, Tapio Rautavaara y Esa Pakarinen.  

## Biografía

### Inicios
Su verdadero nombre era Reino Vihtori Helenius, y nació en Helsinki, Finlandia, siendo el más joven de los hijos de Maria y Vihtori Heleniukselle. Su padre, carpintero de profesión, falleció de un disparo en abril de 1918 durante la guerra civil finlandesa, a pesar de que no estaba armado y no participaba en la lucha. La familia huyó a Laukaa, donde su madre tenía parientes, y después a Lahti, donde vivía su tío materno August. Reino cursó estudios primarios y secundarios en Lahti. En 1931 entró en el ejército, sirviendo como mecánico de aviones en Víborg. En esa época empezó a interesarse por el cuplé y se compró un acordeón.

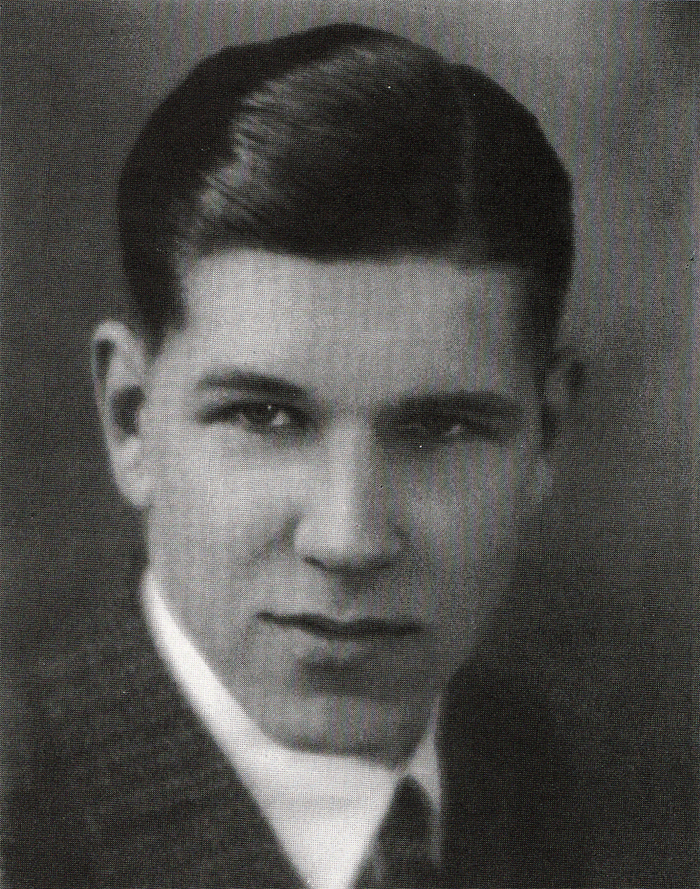
Reino Helismaa

Tras la guerra trabajó en una empresa maderera y en una compañía eléctrica. También se ocupó en un banco, estuvo en el departamento de juventud socialdemócrata de Lathi, y en el año 1935 formó parte de una imprenta de su tío August.
En 1934 decidió cambiar su apellido Helenius por Helismaa. Helismaa se casó con Lempi Turunen (29 de mayo de 1915 – 4 de julio de 1983) el 13 de septiembre de 1936. La pareja fue a vivir a Víborg, donde Helismaa consiguió un trabajo permanente en una imprenta. En 1937 tuvieron un hijo, Arto, y en 1938 una hija, Satu.
Para complementar sus ingresos, Helismaa buscó otras ocupaciones. Comenzó a escribir para las revistas Lukemista kaikille y Seikkailujen maailma con los pesudónimos Rudi Halla, Masa Palo y Eemil Arsa. Además, empezó a actuar tocando la guitarra. En Víborg, Helismaa conoció a Masa Niemi y Kale Teuronen, actores y músicos con los cuales actuó en diferentes veladas.
Sin embargo, en 1939 Helismaa hubo de servir en el ejército. En noviembre comenzó la Guerra de Invierno, y él fue destinado a la defensa aérea. La guerra terminó en marzo de 1940, y Helismaa volvió a casa en mayo. Víborg quedó en manos de la Unión Soviética, por lo que el artista perdió su trabajo y su vivienda. Volvió a Lahti, donde trabajó como conserje de un restaurante. Pronto, el matrimonio se mudó a Helsinki, trabajando allí en una imprenta.

### Autor
Helismaa empezó a escribir cuentos y ensayos cortos para la revista Isku, editada por él y por Olavi Kanerva. Sin embargo, en verano estalló la Guerra de Continuación, y Helismaa hubo de volver al servicio pero, gracias a sus habilidades artísticas, fue destinado al entretenimiento de las tropas. Finalizada la contienda en 1944, volvió a trabajar en la imprenta. En 1945 nació su hijo Markku, que más adelante fue un conocido periodista. 
En marzo de 1948 empezó a trabajar para el organismo Työväen Ohjelmapalvelun (TOP), dirigido por la socialdemócrata Janne Hakulinen. Su trabajo en el TOP no fue político, y Helismaa conservó su independencia artística, escribiendo incluso textos y canciones para grupos de otros espectros ideológicos.

### Primeras grabaciones y Tapio Rautavaara

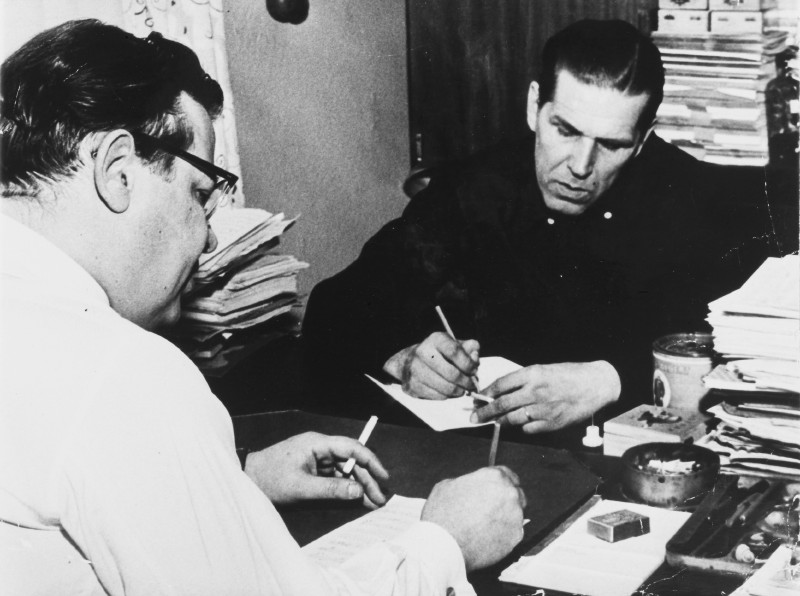
Toivo Kärki y Reino Helismaa

Helismaa conoció a Tapio Rautavaara tras la guerra. En esa época alcanzó fama con diferentes grabaciones, la primera de ellas en 1947, la canción ”Yhteinen Susannamme”. En 1948 solamente grabó canciones de J. Alfred Tanner, entre ellas ”Kekkerit Mäkelän kanatarhassa” y ”Nujulan talkoopolkka”. Finalmente, en 1949 Rautavaara y Helismaa dejaron sus ocupaciones y formaron la pareja "Iloiset trubaduurit", actuando ambos en giras.
En sus giras, Helismaa y Rautavaara descubrieron un interés mutuo en la poesía. Sus poetas favoritos eran Eino Leino, Johan Ludvig Runeberg, Yrjö Jylhä, Kaarlo Sarkia, Heikki Asunta y Omar Khaijam. Desde sus comienzos, "Iloiset trubaduurit" se acompañaba de la música de un acordeonista, en un principio Lasse Pihlajamaa y, a partir de otoño de 1949, Esa Pakarinen. Pakarinen fue demostrando con el tiempo sus dotes de comediante, interpretando a personajes como Severi Suhonen y Impi Umpilampi.
También colaboró con Helismaa Toivo Kärki, creando su primera canción conjunta en 1948, ”Suutarin tyttären pihalla”, interpretada por Helismaa, y que fue prohibida doce años a causa de su letra, la primera grabada de las escritas por Helismaa.
En el otoño de 1950 Rautavaara dejó el grupo. Además, Toivo Kärki rompió con el letrista Lauri Jauhiainen. Kärki apoyaba la faceta de Helismaa como letrista, siendo suyas las canciones "Päivänsäde ja menninkäinen", "Balladi villistä lännestä" y "Rakovalkealla". La pareja colaboró en diferentes otros temas, entre ellos ”Katuviertä pitkin”, ”Linjuripolkka”, ”Rovaniemen markkinoilla”, ”Imatran Inkeri”, ”Kaksi vanhaa tukkijätkää”, ”Neljän tuulen tiellä”, ”Reppu ja reissumies”, ”Muhoksen Mimmi”, ”Kaksi ystävää”, ”Kievarin Kirsti”, ”Kulkurin iltatähti”, ”Rekiretki” y ”Lentävä kalakukko”, todos ellos de 1951. Además del propio Helismaa, las canciones fueron interpretadas por artistas como Esa Pakarinen, Jorma Ikävalko, Kauko Käyhkö, Veikko Sato, Erkki Junkkarinen y Matti Louhivuori.

### Cine

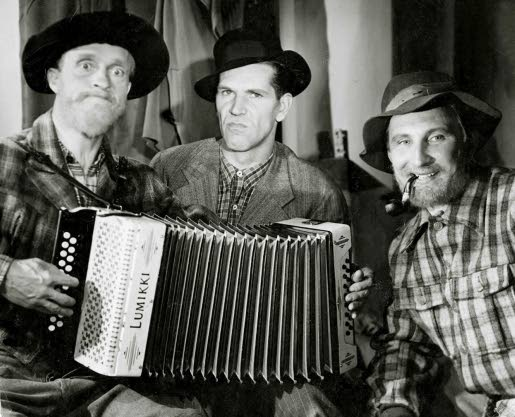
Pakarinen (izq.), Helismaa (centro) y Jorma Ikävalko (der.)

Las películas de género ”Rillumarei” se iniciaron mediante idea de Toivo Särkkä, colaborando en ellas con Helismaa, Pakarinen y Jorma Ikävalko. La cinta de 1951 Rovaniemen markkinoilla fue un éxito de público, aunque no de crítica. Tras ella se rodaron otros títulos a gran velocidad, con guiones escritos en muy poco tiempo. La temática era romántica, aunque acompañada por una trama humorística. Desdeñadas por la crítica, las películas fueron un éxito de taquilla.
Entre los temas en los que colaboró en la primera mitad de los años 1950 se encuentran ”Minä soitan sulle illalla”, ”Lauluni aiheet”, ”Laivat puuta – miehet rautaa”, ”Me tulemme taas”, ”Vanhan myllyn taru”, ”Odotin pitkän illan”, ”Hiljainen kylätie”, ”Muista minua”, ”Ohi on”, ”Lapin jenkka”, ”Mummon kaappikello”, ”Virta toi – virta vei” y ”Keskiyön tango”.
En la década de 1960 Helismaa trabajó también como guionista cinematográfica, con películas como Oho, sanoi Eemeli, Pekka ja Pätkä neekereinä y Se alkoi omenasta.

### Radio
Entre 1945 y 1964, Helismaa escribió cien números radiofónicos para Yleisradio, siendo el de mayor fama el de 1954 titulado Laiska-Lassi, ambientado en el Viejo Oeste. Su primer guion para la radio había sido Härkätaistelu Tiritombassa, en 1945, editado por Antero Alpola. Los guiones de Helismaa fueron dirigidos por Marja Rankkala, Mauno Hyvönen, Oke Tuuri y Kauko Käyhkö. 
Además, en octubre de 1961 Reino Helismaa lanzó la serie de tres álbumes "Repen nykyaikaiset kansanlaulut". 
En total, a lo largo de su carrera escribió unos cinco mil textos, de los cuales se grabaron 1.500.

### Muerte
Reino Helismaa era fumador, y le diagnosticaron un cáncer de pulmón a principios de los años 1960. El cáncer fue estabilizado, pero a finales de 1964 su estado de salud se deterioró, sufriendo también un cáncer óseo. Reino Helismaa falleció en Helsinki en 1965, a los 51 años de edad. Fue enterrado en el Cementerio Honkanummi. 

## Filmografía (guionista)
- 1951 : Rovaniemen markkinoilla
- 1952 : Lännen lokarin veli
- 1952 : Kipparikvartetti
- 1952 : Muhoksen Mimmi
- 1953 : Lentävä kalakukko
- 1953 : Pekka Puupää
- 1953 : Me tulemme taas
- 1953 : Pekka Puupää kesälaitumilla
- 1954 : Hei, rillumarei!
- 1954 : Minä soitan sinulle illalla
- 1954 : Pekka ja Pätkä lumimiehen jäljillä
- 1954 : Kaksi vanhaa tukkijätkää
- 1954 : Taikayö
- 1954 : Majuri maantieltä
- 1955 : Pekka ja Pätkä puistotäteinä
- 1955 : Kiinni on ja pysyy
- 1955 : Kaunis Kaarina
- 1955 : Pekka ja Pätkä pahassa pulassa
- 1957 : Pekka ja Pätkä salapoliiseina
- 1958 : Pieni luutatyttö
- 1959 : Suuri sävelparaati
- 1959 : Yks' tavallinen Virtanen
- 1960 : Oho, sanoi Eemeli
- 1960 : Pekka ja Pätkä neekereinä
- 1960 : Kaks' tavallista Lahtista
- 1960 : Kankkulan kaivolla
- 1960 : Molskis, sanoi Eemeli, molskis!
- 1961 : Toivelauluja
- 1961 : Mullin mallin
- 1962 : Taape tähtenä
- 1962 : Se alkoi omenasta
- 1962 : ”Ei se mitään!” sanoi Eemeli

## Discografía
- 1985 : Repe
- 1992 : Unohtumattomat – Reino Helismaa
- 2000 : Sorsanmetsästys
- 2003 : Mestarin kynästä – Reino Helismaa